# 拥乡
拥乡（藏語：ཡངས་པ་，威利转写：yangs pa），是中华人民共和国西藏自治区昌都市八宿县下辖的一个乡镇级行政单位。

## 行政区划
拥乡下辖以下地区：
拥村、果特村、然哪村和哪怕村。